# Vale do Mucuri
Vale do Mucuri è una mesoregione del Minas Gerais in Brasile.

## Microregioni
È suddivisa in 2 microregioni:
- Nanuque
- Teófilo Otoni